# Nightmare 5 - Il mito
Nightmare 5 - Il mito (A Nightmare on Elm Street 5: The Dream Child) è un film horror del 1989 diretto da Stephen Hopkins su sceneggiature di Leslie Bohem con protagonista Freddy Krueger.
La pellicola è il quinto film del franchise di Nightmare ideato da Wes Craven e con Robert Englund. 
Il film è il sequel diretto di Nightmare 4 - Il non risveglio del 1988.

## Trama
(Freddy Krueger al piccolo Jacob)
1989, Ohio. Dopo essersi appisolata sotto la doccia, Alice sogna di essere Amanda Krueger e di essere appena stata rinchiusa nel reparto dei pazienti mentalmente disturbati e violenti del "Westin Hills Mental Institution" ma si sveglia prima che questi possano aggredirla. 
Più tardi, mentre si reca al diner in cui lavora, Alice viene trasportata in un secondo incubo, nel quale vede Amanda partorire un Freddy Krueger formato neonato che fugge velocemente nella chiesa in cui Alice lo aveva sconfitto l'anno prima e, dopo aver lanciato un grido assordante che distrugge il pavimento e le vetrate dell'edificio, si rifugia sotto i suoi vestiti assumendo una forma adulta. Svegliatasi, Alice chiama Dan per informarlo del ritorno di Freddy e chiedergli di raggiungerla al diner ma il ragazzo si addormenta al volante ed entra in un incubo nel quale guida una motocicletta che, posseduta da Freddy, aggredisce il ragazzo riempiendogli il corpo di combustibile; Dan si sveglia pochi istanti prima di scontrarsi con un camion ma non riesce a frenare in tempo morendo sul colpo davanti alla fidanzata Alice, che era uscita dal locale dopo aver sentito l'esplosione.
A causa dello shock, Alice perde conoscenza e viene portata in ospedale dove di essere incinta. La notte stessa, un bambino di nome Jacob appare in sogno alla ragazza, che, scopre che è il figlio che aspetta. La ragazza racconta tutto agli amici Yvonne Miller, Greta Gibson - che vuol divenire una modella - e Mark Grey - grande appassionato di fumetti - e, mentre Yvonne non le crede, Greta e Mark sì.
Poco dopo, mentre Greta, addormentatasi durante il pranzo, viene assalita da Krueger che, attraverso una specie di bambola voodoo, le apre l'addome facendole fuoriuscire gli intestini che poi usa per nutrirla e, quindi, soffocarla, Alice riesce a salvare sia Mark che Yvonne da Freddy impedendogli di stritolare Mark con le pareti della casa e di affogare Yvonne nell'idromassaggio.
In seguito Alice, sottopostasi ad un'ecografia, scopre che Freddy, al fine di renderlo come lui e nascere nuovamente nel mondo reale, ha nutrito Jacob con le anime di Dan e Greta. Terrorizzata, Alice chiede a Mark di sorvegliarla se si dovesse addormentare ma Mark si addormenta mentre leggeva i fumetti venendo proiettato in un incubo in cui Freddy tortura l'amata Greta e ciò sblocca in Mark un'abilità onirica che lo trasforma nel personaggio dei fumetti "Giustiziere Fantasma"; tuttavia Freddy, dopo essere stato colpito numerose volte dalle armi di Mark, reagisce mutando il ragazzo in un personaggio di carta, che uccide tagliandolo a pezzi.
Capito che l'amica dice la verità, Yvonne decide di aiutarla così, mentre Alice, addormentatasi, viene intrappolata da Freddy in un labirinto dove Alice riesce a far uscire Jacob dal proprio corpo, Yvonne recupera i resti di Amanda Krueger nella chiesa dello scontro e così, la sua anima, si rifugia nel sogno di Alice. Qui, su suggerimento di Amanda, Jacob usa i poteri che Freddy gli ha dato per far uscire le anime delle sue ultime tre vittime dal proprio corpo e trasformando così Krueger in un neonato demoniaco che viene assorbito dal ventre della madre Amanda.
9 mesi dopo. Alice ha partorito un maschietto, Jacob, e partecipa ad un pic-nic con suo padre e Yvonne mentre, in lontananza, le bambine della filastrocca di Freddy li fissano.

## Produzione
Il film è prodotto da Robert Shaye della New Line Cinema.

## Casting
Nella versione di "Super Freddy" e "Freddy Fusion" non troviamo Robert Englund bensì rispettivamente Michael Bailey Smith e  Noble Craig.

## Accoglienza

### Incassi
Negli USA, il film ha incassato 8.115.176$ nella prima settimana e 22.168.359$ in totale.

### Critica
Il sito aggregatore di recensioni Rotten Tomatoes riporta un indice di gradimento del 30% e un voto medio di 4,12/10 basato su 33 recensioni.
Su Metacritic il film ha un punteggio medio ponderato di 54 su 100, basato su 11 recensioni.

### Avvertenze
Negli USA è stata classificata "R"(Rated), cioè Vietato ai minori di 17 anni, mentre in Italia è stata classificata VM14.

### Censura
Il film presenta varie censure: 
- Quando Alice si sveglia dall'incubo del manicomio e Freddy appare al suo fianco nel letto, il killer doveva dirle «There's no such thing as safe sex» (lett. «Il sesso sicuro non esiste») ma la frase fu tolta già durante le riprese.
- Le scene della morte di Dan e Greta sono state edulcorate perché ritenute troppo cruente.
- Nella scena della morte di Mark è stata rimossa la decapitazione del ragazzo.

È l'unica pellicola della serie ad aver ricevuto una censura di tipo X da parte dell'MPAA, a causa della quale le scene raffiguranti la morte di alcuni personaggi, giudicate dalla critica eccessivamente violente ed esplicite, hanno subito delle forti riduzioni temporali.

## Citazioni
Questo è l'unico film della serie in cui nella versione originale la filastrocca infantile è stata modificata.

## Data di uscita
Il film venne distribuito in varie nazioni, fra cui:
- Stati Uniti d'America: A Nightmare on Elm Street: The Dream Child, l'11 agosto 1989
- Turchia: Kabus 5 - Hayal çocuk, nel novembre 1989
- Australia: A Nightmare on Elm Street: The Dream Child, il 7 dicembre 1989
- Germania, Nightmare 5 - Das Trauma, l'8 febbraio 1990
- Finlandia, Painajainen Elm Streetillä 5 - Unien lapsi 11 maggio 1990
- Regno Unito: A Nightmare on Elm Street: The Dream Child, l'11 maggio 1990
- Francia: Freddy 5 - L'enfant du cauchemar, il 5 agosto 1990
- Portogallo: Pesadelo em Elm Street 5, il 17 maggio 1991

## Colonna sonora
1. Romeo's Daughter - Heaven In The Back Seat
2. Bruce Dickinson - Bring Your Daughter...To The Slaughter
3. W.A.S.P. - Savage
4. Mammoth - Can't Take The Hurt
5. Slave Raider - What Do You Know About Rock 'N' Roll
6. Whodini - Any Way I Gotta Swing It
7. Samantha Fox - Now I Lay Me Down
8. Kool Moe Dee - Let's Go
9. Doctor Ice - Word Up Doc!
10. Schoolly D. - Livin' In The Jungle